# 카를 라판
카를 라판(독일어: Karl Rappan, 1905년 9월 26일 ~ 1996년 1월 2일)은 오스트리아의 전 축구 선수이자 감독이다. 그는 대부분의 우승컵을 스위스에서 활동하며 획득했다. 그는 스위스 축구 국가대표팀 감독으로 네 번 재임하면서 3번의 월드컵에 나갔으며, 이로 인해 스위스 대표팀의 감독으로서 사상 최고의 감독으로 인정받고 있다. 그는 카테나치오의 기원이 되는 "볼트"라고 알려진 축구의 주요한 전술을 만들었다. 또한 그는 UEFA 인터토토컵을 만드는 데도 기여했다.

## 선수 경력
라판은 비엔나에서 태어났으며 선수 시절 포지션은 하프와 공격수였다. 그의 10대 시절엔 SV 도나우 빈에서 뛰었다. 1924년에 SC 바커 빈에 합류한 라판은 이 팀에서 4년간 활약하였다. 이 시기에 라판은 오스트리아 축구 국가대표팀에 뽑혀서 2경기를 뛰었으며 오스트리아가 헝가리를 상대로 6-0으로 이긴 경기에서 1골을 기록했다. 그리고 FK 아우스트리아 빈과 SK 라피트 빈에서 각각 한 시즌을 뛰었고 라피트 빈에서는 오스트리아 리그 우승을 했다. 그 뒤로 스위스로 옮긴 그는 플레잉 코치로 1931년부터 1935년까지 4년간 세르베트 FC에서 활약했으며 여기에서 선수 경력을 마감했다. 이 시절 그는 1933년과 1934년 스위스 리그 우승을 하였다.

## 감독 경력
라판은 감동 경력의 대부분을 스위스 팀을 감독하거나 스위스 대표팀을 감독하는데 보냈다. 세르베트 FC에서 플레잉 코치로 활약한 이후, 라판은 그라스호퍼 클럽 취리히로 옮겨 1935년부터 1948년까지 감독했으며 5번의 리그 우승과 7번의 컵을 들어올렸다. 그후 다시 세르베트의 감독으로 돌아와 한 번의 리그 우승과 컵을 그의 경력에 보탰다. 세르베트에서 9년을 보낸 후 1 시즌간 FC 취리히에 있은 뒤 1960년부터 3년간 그의 경력에서 마지막 대표팀 감독이자 4번째인 스위스 대표팀의 감독이 되었다. 그 이후 FC 로잔 스포르트의 감독이 되어 한 번의 리그 우승을 더 하였다. 거의 40년간 스위스에서 감독일을 하며 보낸 후, 다시 조국 오스트리아로 돌아와 그가 전에 활약했던 클럽인 라피트 빈의 기술 고문으로 1시즌간 한 후 축구계에서 은퇴했다.

### 볼트 시스템
1930년대에는 WM 포메이션이 퍼져서 주로 사용되었다. 라판은 경기의 형식에 의존하는 선수의 포지션과 임무를 바꾸는 전술 시스템을 개발했다. 그 시스템은 2-3-5 포메이션과 WM에서 많은 것을 바꾸어 수비에 초점을 맞추었다. 팀은 중원에서 되돌아와 상대 팀의 공격을 기다리며 중원의 점유율을 내주었다. 이 시스템은 "베로우" 또는 "볼트"란 이름이 붙었으며, "스위스 볼트"라고 불리기도 했다. 전하는 바에 따르면 라판은 WM보다 덜 엄격하며 개인 기량에 의존하지 않는 시스템을 찾고 있었다고 한다. 이는 조직력에 의존하며 아마추어들이 그들의 떨어지는 기량을 극복할 수 있는 시간을 주었다. 볼트의 수비 전술은 대인 방어와 지역 방어를 혼합한 것이다. 이 시스템은 처음으로 4명의 선수가 수비를 맡으며 이들 중 한 명이 "서큐리티 볼트"가 되어 다른 세 명을 지원하였다. 이는 수비 전술인 카테나치오와 리베로 시스템에 영향을 주었다.
라판의 시스템은 그 때 당시에는 널리 이해되지 못 했고, 그 자신 역시 그에 대해 논의하지 않았기에 의문스러운 것으로 남았다. 그 전술은 칭찬과 비판을 모두 받았다. 이 시스템은 1938년 FIFA 월드컵의 성공으로 설명할 수 있었다. 당시 스위스는 월드컵이 개최되기 2주 전에 친선 경기에서 잉글랜드를 꺾었고 월드컵에서는 독일과 1-1로 비기고, 이어진 재경기에서 4-2로 1라운드에서 꺾었다.

### 스위스 축구 대표팀
라판은 1937년부터 1939년, 1942년부터 1948년, 1953년부터 1954년, 1960년부터 1963년 총 네 번 스위스 대표팀의 감독을 맡았다. 그는 스위스의 77경기를 감독했으며 이는 스위스의 어떤 감독들보다 많은 기록이며 29경기를 이겼으며 36경기를 패배했다. 승리는 스위스 대표팀을 감독했던 감독들 중 가장 많으며, 패배는 두 번째이다.
라판이 감독으로 있는 동안 스위스는 1938년, 1954년(이탈리아를 꺾었으며 오스트리아에 5-7로 패배했다.), 1962년 월드컵에 참가했으며 3경기를 이기고 1경기를 비겼으며 6경기를 패배했다.
그의 마지막 경기는 1963년 11월 11일 파리에서 열린 프랑스와의 경기로 2-2로 비겼다.

## 은퇴 이후
그는 스위스 풋볼 풀의 고문이던 에른스트 토멘을 도와 1961년부터 시작된 UEFA 인터토토컵을 만드는데 기여했다.
라판은 1996년 1월 2일 스위스 베른에서 사망하였다.

## 수상

### 선수 시절
- SK 라피트 빈
  - 1920-30 오스트리아 리그 우승
- 세르베트 FC
  - 1933년 스위스 리그 우승
  - 1934년 스위스 리그 우승

### 감독 시절
- 그라스호퍼 클럽 취리히
  - 1937년 스위스 리그 우승
  - 1939년 스위스 리그 우승
  - 1942년 스위스 리그 우승
  - 1943년 스위스 리그 우승
  - 1945년 스위스 리그 우승
  - 7회의 스위스 컵 우승
- 세르베트 FC
  - 1950년 스위스 리그 우승
  - 스위스 컵 우승

## 같이 보기
- 카테나치오

## 더 읽을거리
- The "Bolt" - never fully understood by many people[깨진 링크(과거 내용 찾기)] - fifa.com - by Walter Lutz, FIFA, 2000.
- Evolution of Systems of Play - nscaa.com - by John Bluem, NSCAA.
- Background on the Intertoto Cup, By Søren Florin Elbech, www.mogiel.net
- Player profile - Austria Archive